# Gwyneth
Gwyneth ist ein walisischer weiblicher Vorname.

## Namensträgerinnen
- Gwyneth Bebb (1889–1921), britische Anwältin und Aktivistin
- Gwyneth Dunwoody (1930–2008), britische Politikerin
- Gwyneth Jones (Sängerin) (* 1936), britische Opernsängerin (Sopran)
- Gwyneth Jones (Schriftstellerin) (* 1952), britische Schriftstellerin
- Gwyneth Paltrow (* 1972), US-amerikanische Schauspielerin
- Gwyneth ten Raa (* 2005), luxemburgische Skirennläuferin